# Vickers Wellesley
Die Vickers Wellesley war ein leichter Bomber aus britischer Produktion. Der einmotorige Mitteldecker hatte seinen Erstflug 1935. Die Wellesley war bereits zu Beginn des Zweiten Weltkrieges veraltet und musste deshalb von der europäischen Front abgezogen werden. Ihr Einsatzgebiet lag von 1940 bis 1942 in Afrika, Ägypten und im Nahen Osten.

## Geschichte
Die Wellesley gewann 1935 indirekt eine Ausschreibung, da ihre Konkurrenten, die Doppeldeckerbomber Vickers Type 253, Fairey G.4/31 und Parnall G.4/31, die Royal Air Force nicht überzeugen konnten. Die Wellesley wurde damals mit Risikokapital finanziert und angeboten. Die RAF bestellte 176 Maschinen, die bis 1938 ausgeliefert wurden.
Vickers führte bei der Wellesley die geodätische Bauweise ein, die später auch bei der Vickers Wellington, Vickers Warwick, Vickers Viking und den Prototypen der Vickers Windsor beibehalten wurde.
Die Version Mk I hatte noch zwei separate Cockpits, die Nachfolgeversion Mk II nur noch ein Cockpit. Der Rumpf war aus Duraluminium und mit Stoff bespannt. Als Motor kam ein 925 PS leistender Bristol Pegasus XX zum Einsatz.
1938 wurden drei Maschinen für Langstreckenflüge mit Zusatztanks ausgestattet. Am 5. November 1938 flogen zwei Wellesley nonstop in zwei Tagen von Ägypten nach Darwin in Australien. Die Rekordstrecke betrug 11.525 km.
Die Wellesley war kein besonders gutes Flugzeug und wurde deshalb nur 1940/41 gegen Italien in Ostafrika eingesetzt.

## Militärische Nutzer
Südafrikanische Union
- South African Air Force

 Vereinigtes Königreich
- Royal Air Force

## Technische Daten

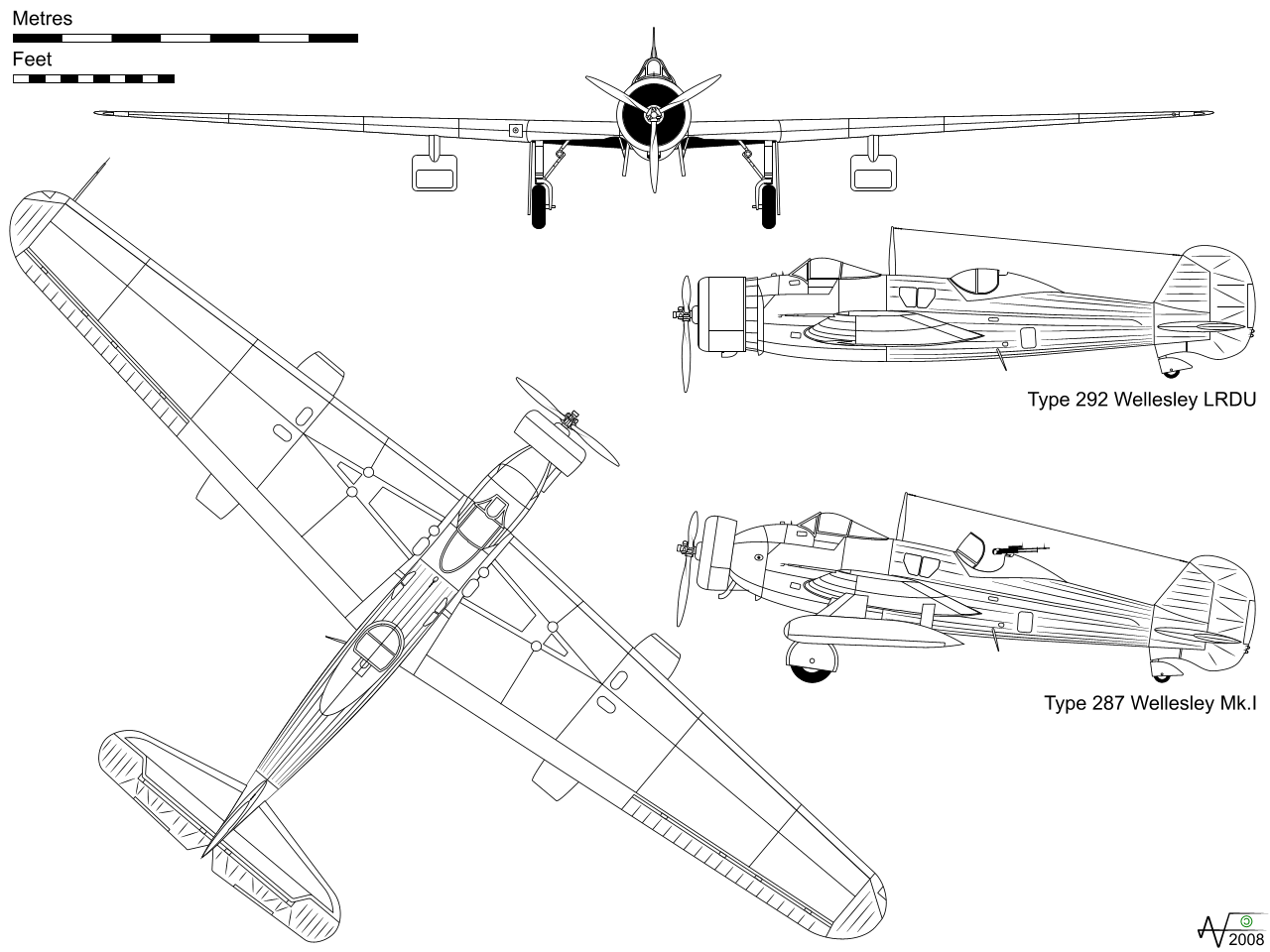
Dreiseitenriss der Wellesley Mk. I

| Kenngröße             | Wellesley Mk I                                        |
| --------------------- | ----------------------------------------------------- |
| Besatzung             | 2                                                     |
| Länge                 | 11,96 m                                               |
| Spannweite            | 22,73 m                                               |
| Höhe                  | 3,75 m                                                |
| Flügelfläche          | 58,5 m²                                               |
| Leermasse             | 2889 kg                                               |
| Startmasse            | 5035 kg                                               |
| max. Startmasse       | 5670 kg                                               |
| Antrieb               | ein Sternmotor Bristol Pegasus XX mit 925 PS (690 kW) |
| Höchstgeschwindigkeit | 369 km/h                                              |
| Dienstgipfelhöhe      | 10.060 m                                              |
| Reichweite            | 1.786 km                                              |
| Bewaffnung            | zwei 7,7-mm-Vickers-MGs, max. 907 kg Bomben           |